# Agyhasítás
Az agyhasítás a két agyféltekét összekötő idegrost-köteg, a kérgestest átvágása. Az eljárás hivatalos neve corpus callosotomia (a kérgestest latin neve, a corpus callosum után). Rendkívül ritka műtét, általában az epilepszia egyes súlyos, más módon kezelhetetlen változatainál alkalmazzák; a kérgestest átvágása után az epileptikus rohamok nem képesek átterjedni az egyik agyféltekéről a másikra.
Az első agyhasításos műtéteket az 1950-es években végezte Roger Sperry és Ronald Meyers macskákon és majmokon, majd 1960-tól Sperry és Michael Gazzaniga embereken is. A műtétek lehetőséget adtak egy nagy jelentőségű kísérletsorozatra, ami az agyi lateralizációt, a jobb és bal agyfélteke képességei közötti eltérést vizsgálta. A kísérletek során kettéosztották az alany látómezejét, így a két agyféltekét különböző információval tudták ellátni. Mivel a beszédközpont általában az agy bal felében található, és a bal agyfélteke csak a látómező jobb oldalát látja, az alanyok képtelenek voltak megnevezni a bal látómezejükben felmutatott tárgyakat, és látszólag nem is tudatosult bennük, hogy mit látnak ott, azonban képesek voltak például az eléjük tett tárgyak közül kiválasztani a megfelelőt. Amikor azt kérték tőlük, hogy indokolják meg valamilyen, csak a jobb agyfélteke számára hozzáférhető információ által kiváltott viselkedésüket, gyakorta konfabulációval próbáltak valamilyen, a bal agyfélteke számára hozzáférhető adatok alapján is racionálisnak tűnő magyarázatot kreálni.
Nem lépnek fel ezek a tünetek, ha a kérgestest veleszületetten hiányzik. Ez az úgynevezett corpus callosum agenesis. A tünetek hiányát azzal magyarázzák, hogy a kérgestest hiányát a két agyfélteke között létrejött keresztkötések kompenzálják.
Az agyhasításos kísérletekért Roger Sperry 1981-ben (David Hubellel és Torstein Wiesellel megosztott) orvostudományi Nobel-díjat kapott. Az 1970-es években kifejlesztették az epilepszia kezelésének egy hatékonyabb formáját, melynek során csak a kérgestest elülső kétharmadát vágják el. Mivel a rohamok általában a frontális lebenyekre koncentrálódnak, ez elég a megakadályozásukra, a megmaradó kapcsolatok pedig továbbra is összeköttetést biztosítanak a két félteke között.

## Agyhasítás az irodalomban
Az agyhasításos kísérletek számos sci-fi-írót megihlettek. Philip K. Dick 1977-es, részben önéletrajzi ihletésű novellájában, a Kamera által homályosanban egy kábítószer képes átmenetileg elválasztani egymástól a két agyféltekét; a szer terjesztői közé beépülő rendőr felvett és valódi személyisége a kábítószer hatására egymástól függetlenül kezd cselekedni. Stanisław Lem 1983-as szatirikus írásában, a Béke a Földönben az agyhasításon átesett főszereplő próbálja visszaszerezni elveszett emlékeit, miközben tudósok és politikusok próbálják kihasználni a helyzetét.

## Lásd még
- corpus callosum agenesia
- idegen kéz szindróma
- hemispherectomia